# Tornya Gyula
Toronyfalvi Tornya Gyula, Tornya Gyula Lajos János (Pancsova, 1877. június 20. – 1963.) magyar ügyvéd, politikus, jogi szakíró.

## Életpályája
Tornya Lajos és Gál Ilona fiaként született. Középiskolai tanulmányait szülővárosában és Temesváron végezte; 1902-ben Marosvásárhelyen szerzett ügyvédi oklevelet, utána a Temes megyei Csákován nyitott ügyvédi irodát. Az első világháború alatt hadbíróként szolgált. A háború végéig tevékeny szerepet játszott a község, valamint a vármegye társadalmi és közigazgatási életében. 1911–1915 között a Magyar Köztársasági Párt egyik helyi vezetője volt. 1912–1918 között Temes megye Törvényhatósági Bizottságának tagja, az általa alapított Kisbirtokosok Megyei Pártjának vezetője. A vádlottak egyik védője volt az 1920-ban Temesváron indított úgynevezett „Levente-perben”. 1925-ben Genfben sikeresen képviselte a Nemzetek Szövetsége előtt a bánsági magyar telepesek ügyét, szintén a Nemzetek Szövetsége elé vitte 1926-ban a vallásalapítványi bánsági telepes községek – Torontálkeresztes, Ötvösd és Józsefszállás – panaszát.
Az Országos Magyar Párt jelöltjeként 1926-ban Temes-Torontál megye szenátoraként került be a román parlamentbe, ahol nagyon aktív és hatékony tevékenységet fejtett ki. Értékes szolgálatokkal mozdította elő a bukaresti Magyar Diákotthon megalapítását. Ellentétbe, sajtópolémiába keveredett az Országos Magyar Párt vezetőségével, ezért 1927-ben kilépett a pártból, és tevékeny részt vállalt a Magyar Néppárt újjászervezéséből. Az Erdélyi Magyar Néppárt kiadásában jelent meg A népkisebbségi törvény tervezete című dolgozata (Kolozsvár, 1928), amelyet Deutsek-Pásztai Géza dolgozott át és látott el utószóval.
1933-ban kiüldözték Romániából, és visszahonosíttatta magyar állampolgárságát. 1937-től 1947-ig Kunhegyesen folytatott ügyvédi gyakorlatot.
1904. szeptember 24-én Budapesten házasságot kötött Kiss Gizella Cecília Katalinnal (Ómoravica, 1875. november 22. – Kunhegyes, 1956. február 7.).